# Lijst van wijken in Londen
Dit is een lijst van wijken in Londen.

## A
- Acton
- Addington
- Addiscombe
- Aldersgate
- Aldgate
- Alperton
- Ardleigh Green
- Arnos Grove

## B
- Balham
- Bankside
- Barking
- Barnes
- Barnet
- Barnsbury
- Battersea
- Bayswater
- Beckenham
- Becontree
- Beddington
- Belgravia
- Bellingham
- Belmont (Harrow)
- Belmont (Sutton)
- Belsize Park
- Belvedere
- Bermondsey
- Bethnal Green
- Bexley
- Bexleyheath
- Bickley
- Biggin Hill
- Billingsgate
- Bishopsgate
- Blackheath
- Blackwall
- Bloomsbury
- Bow
- Brentford
- Brixton
- Brockley
- Bromley
- Bromley-by-Bow
- Brondesbury

## C
- Camberwell
- Camden Town
- Canning Town
- Canonbury
- Carshalton
- Catford
- Chadwell Heath
- Chalk Farm
- Charlton
- Cheam
- Chelsea
- Chessington
- Chinatown
- Chingford
- Chislehurst
- Chiswick
- Clapham
- Cockfosters
- Collier Row
- Colliers Wood
- Coulsdon
- Covent Garden
- Crowley
- Cranham
- Crayford
- Cripplegate
- Crofton Park
- Crouch End
- Croydon
- Crystal Palace
- Cubitt Town
- Cudham

## D
- Dagenham
- Dalston
- Deptford
- Dollis Hill
- Downe
- Downham
- Dulwich

## E
- Earls Court
- East Barnet
- East Dulwich
- East End
- East Finchley
- East Ham
- East Sheen
- Edgware
- Edmonton
- Elm Park
- Elmstead
- Eltham
- Emerson Park
- Enfield Town
- Erith

## F
- Fairlop
- Farringdon
- Feltham
- Finchley
- Finsbury
- Fitzrovia
- Forest Hill
- Fulham

## G
- Gidea Park
- Golders Green
- Goodmayes
- Gospel Oak
- Greenford
- Gunnersbury

## H
- Hackney Marshes
- Haggerston
- Hammersmith
- Hampstead
- Hampton
- Hanwell
- Hanworth
- Harefield
- Harlesden
- Harlington
- Harmondsworth
- Harold Hill
- Harold Wood
- Harrow
- Hatch End
- Hayes (Bromley)
- Hayes (Hillingdon)
- Heathrow
- Hendon
- Herne Hill
- Heston
- Highgate
- Highbury
- Hither Green
- Holborn
- Holloway
- Homerton
- Hornchurch
- Hornsey
- Hounslow
- Hoxton

## I
- Ickenham
- Isleworth

## K
- Kennington
- Kensal Green
- Kensington
- Kentish Town
- Kenton
- Keston
- Kidbrooke
- Kilburn
- Kings Cross
- Kingston upon Thames
- Knightsbridge

## L
- Lambeth
- Lea Bridge
- Lee
- Leyton
- Leytonstone
- Limehouse
- Little Venice

## M
- Maida Vale
- Manor Park
- Maryland
- Marylebone
- Mayfair
- Merton Park
- Mile End
- Mill Hill
- Millbank
- Mitcham
- Mortlake
- Mottingham
- Muswell Hill

## N
- Nag's Head
- Neasden
- New Barnet
- New Cross
- New Eltham
- New Malden
- Newbury Park
- Newington
- North Finchley
- North Harrow
- North Ockendon
- North Sheen
- North Woolwich
- Northolt
- Northwood
- Notting Hill
- Nunhead

## O
- Old Malden
- Osterley

## P
- Paddington
- Palmers Green
- Peckham
- Penge
- Pentonville
- Perivale
- Petersham
- Petts Wood
- Pimlico
- Pinner
- Plaistow
- Plumstead
- Poplar
- Pratt's Bottom
- Primrose Hill
- Purley
- Putney

## R
- Rainham
- Roehampton
- Romford
- Rotherhithe
- Ruislip

## S
- Sands End
- Selsdon
- Seven Sisters
- Shadwell
- Shepherd's Bush
- Shooter's Hill
- Shoreditch
- Sidcup
- Silvertown
- Sipson
- Snaresbrook
- Soho
- Somers Town
- South Kensington
- South Norwood
- South Wimbledon
- Southall
- Southgate
- Southwark
- Spitalfields
- St John's Wood
- St Pancras
- St. Margarets
- Stamford Hill
- Stanmore
- Stepney
- Stockwell
- Stoke Newington
- Stratford
- Streatham
- Surbiton
- Surrey Quays
- Swiss Cottage
- Sydenham

## T
- Teddington
- Thamesmead
- Thornton Heath
- Tolworth
- Tooting
- Tottenham
- Totteridge
- Tufnell Park
- Tulse Hill
- Turnham Green
- Turnpike Lane
- Tyburn

## U
- Upminster
- Upper Norwood
- Upper Walthamstow
- Upton
- Uxbridge

## W
- Walbrook
- Wallington
- Walthamstow
- Walthamstow Village
- Walworth
- Wandsworth
- Wanstead
- Wapping
- Wealdstone
- Wembley
- West End
- West Ham
- West Norwood
- Westcombe Park
- Westminster
- Whetstone
- White City
- Whitechapel
- Willesden
- Wimbledon
- Winchmore Hill
- Wood Green
- Woodford Green
- Woolwich

## Y
- Yeading
- Yiewsley